# فرودگاه اتکاسوک ادورد بورنل سر ممریال
فرودگاه اتکاسوک ادورد بورنل سر ممریال (به انگلیسی: Atqasuk Edward Burnell Sr. Memorial Airport) یک فرودگاه همگانی بهره‌برداری هوایی با کد یاتا ATK است که یک باند فرود شن دارد و طول باند آن ۱۳۳۲ متر است. این فرودگاه در شهر آتکاسوک، آلاسکا کشور ایالات متحده آمریکا قرار دارد و در ارتفاع ۲۹ متری از سطح دریا واقع شده‌است.